# Catharina Margaretha Linck
Catharina Margaretha Linck, född 1687, död 1721, var en preussisk soldat. Hon tjänstgjorde i den preussiska armén utklädd till man och gifte sig med en kvinna. 
Hon avrättades för homosexualitet och beräknas ha varit den sista kvinna som avrättades för homosexualitet i Europa. Denna typ av avrättning var (till skillnad från för homosexuella män) ovanligt och ansågs dessutom otidsenligt för sin tid. 